# Vườn quốc gia Jasper

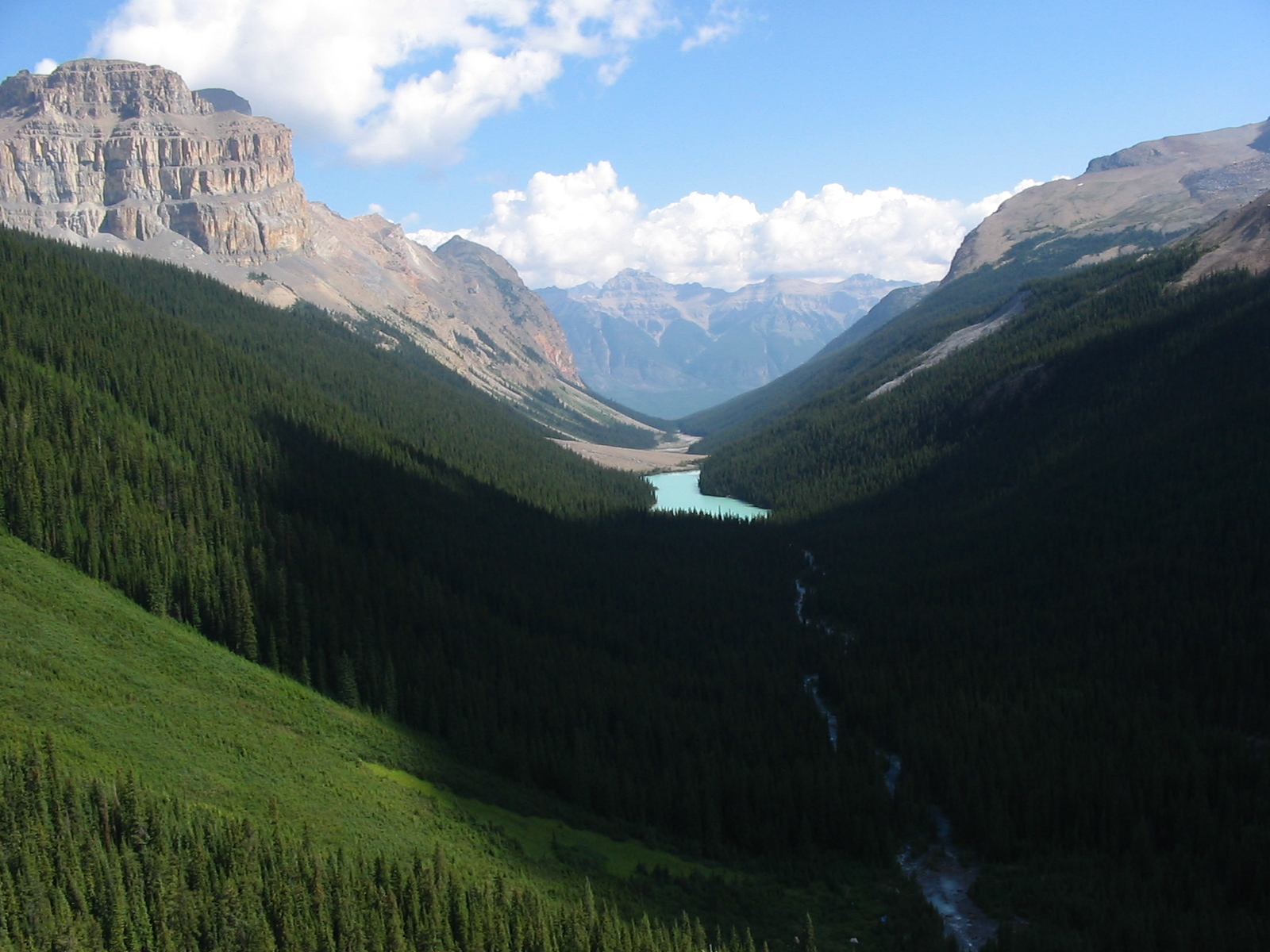
Thung lũng Fryatt với các bức tường dựng đứng đẹp như trong tranh.

Vườn quốc gia Jasper là vườn quốc gia có diện tích lớn nhất tại dãy núi Rocky của Canada, kéo dài trên 10.878 km 2 (4.200 sq mi). Nó nằm ở tỉnh Alberta, phía bắc của vườn quốc gia Banff và phía tây của thành phố Edmonton. Vườn quốc gia bao gồm các sông băng của vùng băng đá Columbia, suối nước nóng, hồ, thác nước và núi non. Động vật hoang dã tại đây bao gồm nai sừng tấm, tuần lộc, Hươu Bắc Mỹ, Hươu đuôi đen, Hươu đuôi trắng, dê núi, Cừu sừng lớn, gấu xám Bắc Mỹ, gấu đen, chó sói, hải ly, Pika núi Rocky, sóc hoa râm, sói xám, báo sư tử và chồn sói.

## Lịch sử
Jasper được đặt theo tên của Jasper Hawes, người điều hành một nơi giao dịch buôn bán trong khu vực cho chuỗi cửa hàng của Công ty Tây Bắc. Trước đây nó được gọi là Fitzhugh. Vườn quốc gia được thành lập ngày 14 tháng 9 năm 1907 như là một Lâm viên Jasper, và đã được nâng lên thành một vườn quốc gia vào năm 1930, với việc thông qua Đạo luật vườn quốc gia. Vườn quốc gia được công nhận là di sản thế giới của UNESCO vào năm 1984 cùng với các vườn quốc gia và công viên tỉnh khác để hình thành Vườn quốc gia Núi Rocky của Canada, bởi cảnh quan núi, sông băng, hồ, thác nước, hẻm núi và các hang động đá vôi cũng như hóa thạch tìm thấy ở đây.

## Địa lý
Hệ thống sông lớn có nguồn gốc từ vườn quốc gia bao gồm các sông Bắc Saskatchewan (một phần của lưu vực Vịnh Hudson), sông Athabasca và Smoky (một phần của lưu vực Bắc Băng Dương).

## Du lịch
Vườn quốc gia hấp dẫn khách du lịch, với những thắng cảnh vô cùng đẹp như Núi Edith Cavell, Hồ Pyramid với Núi Pyramid, Hồ Maligne, Hồ Medicine hay thung lũng Tonquin. Ngoài ra, một số khu vực hấp dẫn khác phải kể đến Marmot Basin, một khu vực trượt tuyết, hay đi trên những chiếc xe vượt tuyết qua sông băng Athabasca, đi bộ đường dài, câu cá, khám phá thác nước Athabasca, đi bè, đi thuyền kayak và cắm trại. Gần lối vào ở phía Đông bắc là suối nước nóng Miette với nhiệt độ thích hợp cho việc thư giãn của con người.